# نیروگاه هسته‌ای کلا
نیروگاه هسته‌ای کلا (به لاتین: Kola Nuclear Power Plant) یک نیروگاه هسته‌ای در روسیه است که در استان مورمانسک واقع شده‌است.